# Шапорова, Галина Романовна
Галина Романовна Шапорова (1938—2015) — российский, советский педагог. Народный учитель СССР (1987). Член КПСС (1964).

## Биография
Галина Шапорова родилась 26 февраля 1938 года. Жила в Старом Осколе Белгородской области.
В 1941 году семья эвакуировалась в Свердловскую область и лишь в 1945 году вернулась в Старый Оскол. Здесь окончила среднюю школу №1.
После окончания Белгородского государственного педагогического института, получив специальность учителя математики и физики, с 1960 года работала учителем математики в средней школе № 5 Старого Оскола. С этой школой расставалась потом только на год, когда молодая семья Шапоровых работала в Объединённой Арабской Республике (муж был командирован на строительство Асуанской плотины). По специальности работы в Египте для неё не было, и на общественных началах она заведовала читальным залом клуба для советских специалистов. По возвращении из Египта продолжила работать учителем математики в средней школе № 5 до выхода на заслуженный отдых в 2005 году.
За годы работы в школе подготовила свыше 200 учащихся, награжденных золотыми и серебряными медалями.
Скончалась 7 января 2015 года.

## Звания и награды
- Заслуженный учитель школы РСФСР (1984)[1]
- Народный учитель СССР (1987)[1]
- Значок «Отличник народного просвещения РСФСР» (1981)[4]
- Почётная грамота Министерства просвещения РСФСР и республиканского комитета профсоюза работников просвещения высшей школы и научных учреждений РСФСР (1975).